# Інпут

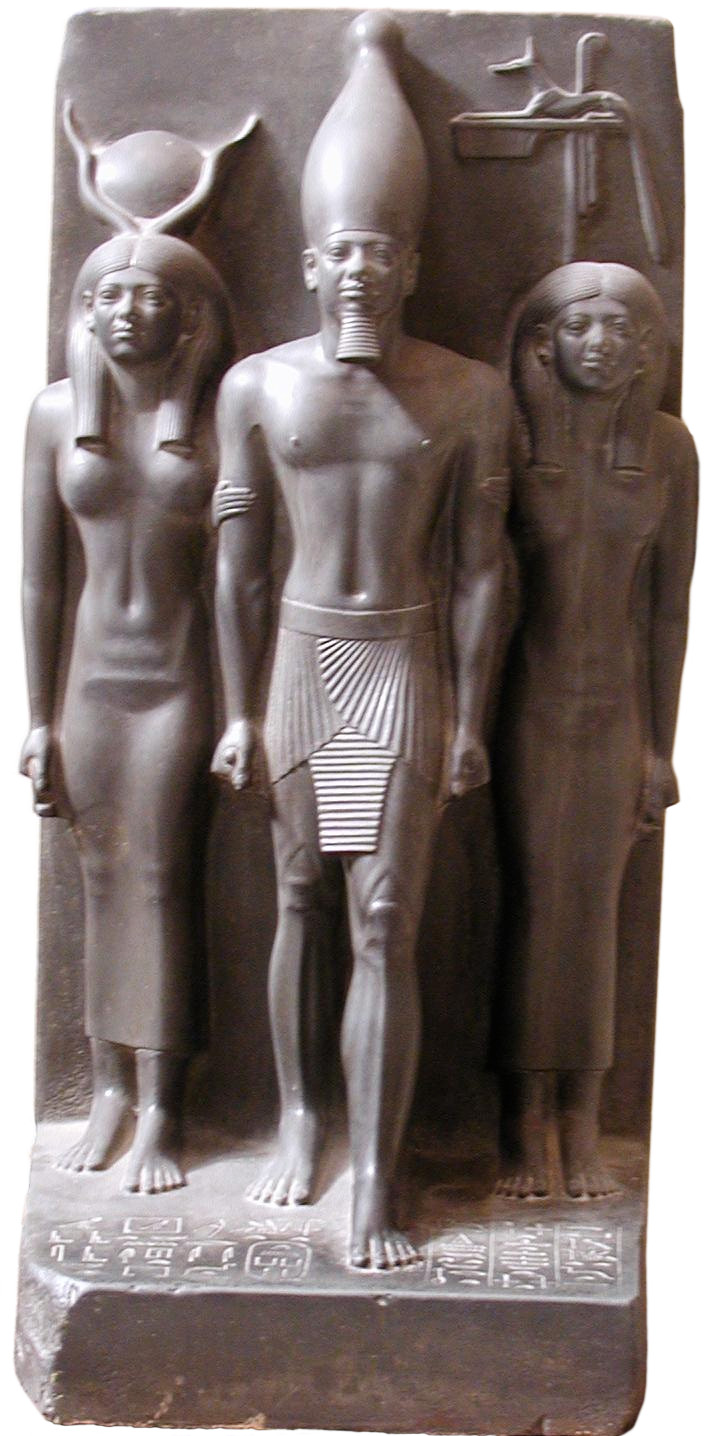
Хатхор, пані любові, фараон Менкаур і богиня Інпут (праворуч).

Інпут — в єгипетській міфології богиня Дуата (місце перебування померлих). Її також називали Анпут, Інпеут і Інепут.Її ім'я записувалося як «inpwt»

## Міфологія
Інпут зображували у вигляді жінки з головою собаки. В XVII (Кінополісському) номі Верхнього Єгипту, що носить її ім'я, вважалася дружиною Анубіса.Іноді шанувалася як жіноча форма Анубіса.

## Титули
- Мати світла
- Пані святої землі
- Пані небес
- Матір темряви
- Пані магії
- Пані кола
- Пані світла і темряви
- Пані істини
- Та, кого коронували з зірками
- Та, хто захищає
- Королева зоряного неба